# Tjolöholm

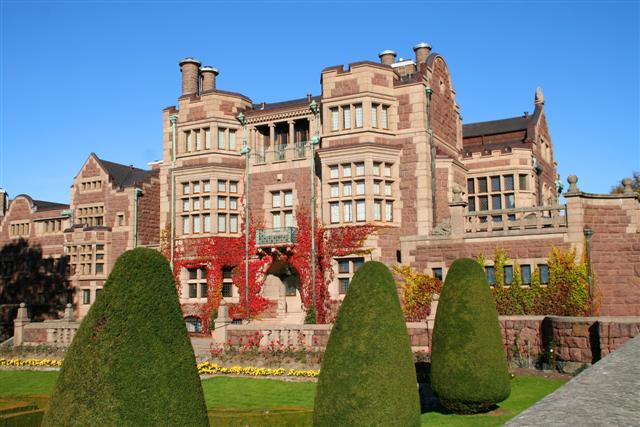
Pohled na zámek od fjordu

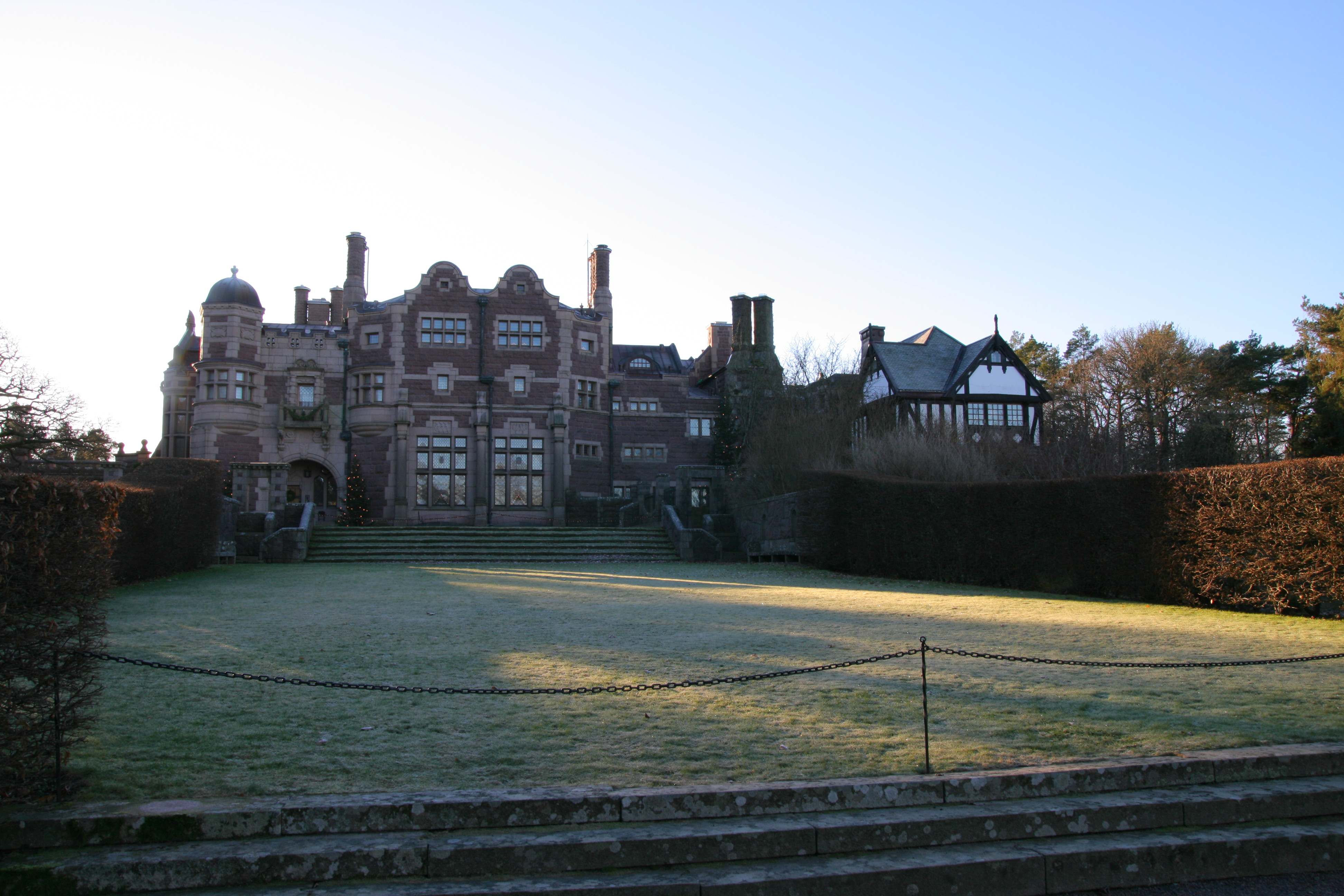
Čelní pohled na zámek

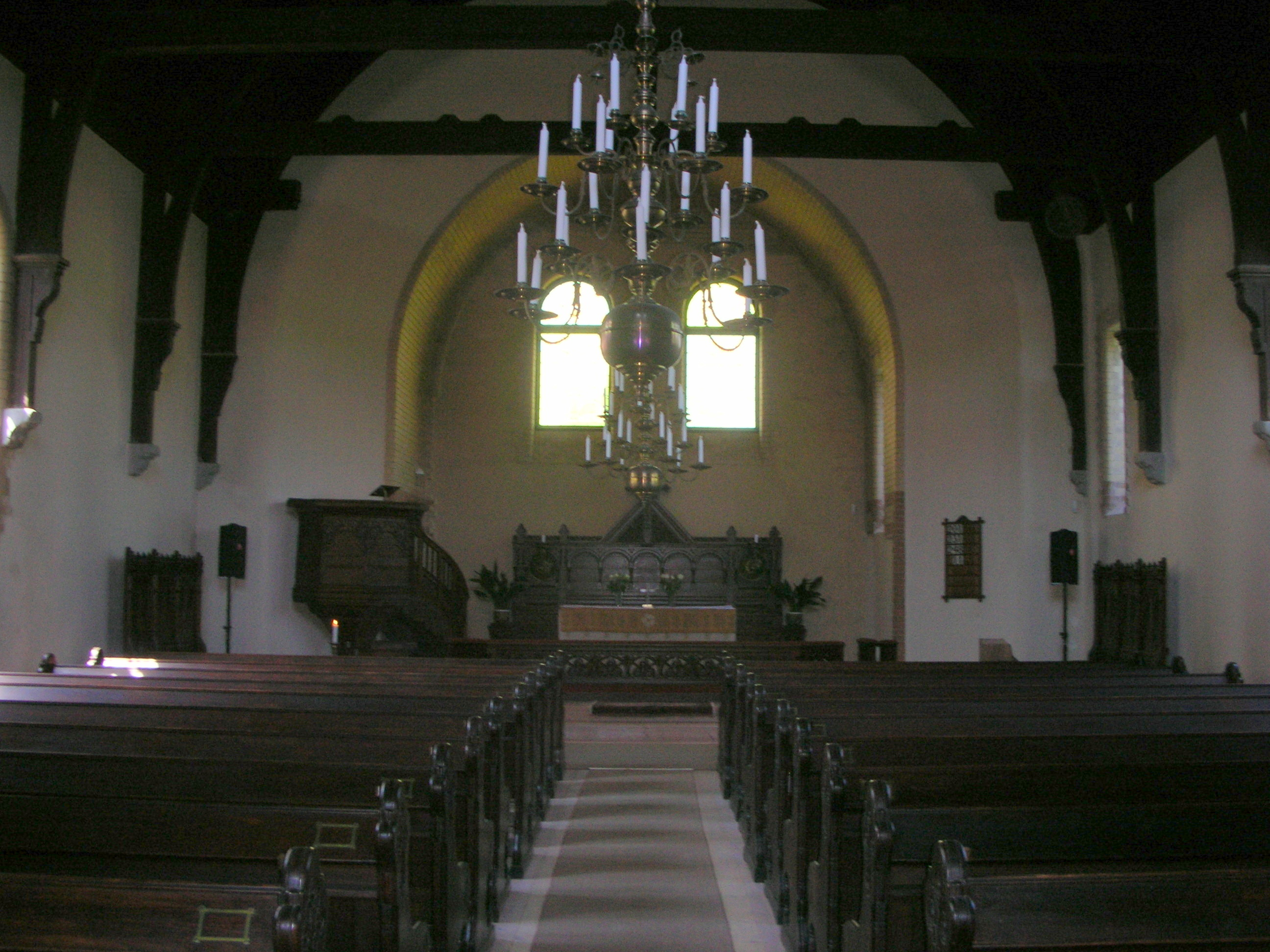
Interiér kostela

Hrad Tjolöholm (švédsky: Tjolöholms slott) je zámek, vybudovaný v letech 1898–1904 ve švédské provincii Halland.
Zámek byl postaven ve stylu Arts and Crafts architektem Larsem Wahlmannem.

V roce 2010 zde byl režisérem Larsem von Trierem natáčen úspěšný film Melancholia.

## Poloha
Tjolöholm se nachází na poloostrově u Kungsbackého fjordu, na pobřeží Kattegatské úžiny.

## Kostel
V těsné blízkosti zámku je Tjolöholmský kostel, který byl postaven jako kaple pro zaměstnance. Na rozdíl od jiných staveb u Tjolöholmu, není kostel navržen Wahlmannem, ale göteborským architektem Hansem Hedlundem. Architektonický styl je podobný jako u hradu. Kostelní věž nemá střechu běžného typu, ale splývá s hradební zdí.